# 吡啶-2-甲酸镍
吡啶-2-甲酸镍是一种有机酸盐，化学式为Ni(C5H4NCOO)2，其水合物以[Ni(C5H4NCOO)2(H2O)2]·nH2O（n=1或2）的形式存在。三水合物由吡啶-2-甲酸和氯化镍六水合物固相研磨得到，产物可用蒸馏水提纯。四水合物由吡啶-2-甲酸的乙醇溶液和高氯酸镍的水溶液反应，结晶得到。
三水合物在89°C时失去一分子结晶水，在156°C失去两分子配位水，在400°C放热分解，生成一氧化镍。